# Sericodes
- Commons
- Wikispecies

Sericodes é um género botânico pertencente à família Zygophyllaceae.

## Sinonímia
- Chitonia

## Espécies
- Sericodes greggii

1. ↑  «Sericodes — World Flora Online». www.worldfloraonline.org. Consultado em 19 de agosto de 2020